# Arie van den Brand
Arie van den Brand (Oostvoorne, 22 februari 1951) is een Nederlands voormalig politicus. Namens GroenLinks was hij van mei 2002 tot maart 2004 lid van de Tweede Kamer der Staten-Generaal.

## Loopbaan
Van den Brand studeerde landbouwkunde aan de Landbouwuniversiteit Wageningen. Hij was vervolgens werkzaam bij de Volkshogeschool Bergen, als directeur van het ILTC (opleidingscentrum voor de agrarische sector) en als directeur van de Stichting 'In Natura'. Van 1990-1999 was hij bestuursvoorzitter van het Centrum voor Landbouw en Milieu (CLM). Hij was aanvankelijk lid van de PvdA, maar maakte in 2000 een overstap naar GroenLinks.
Bij de Tweede Kamerverkiezingen 2002 werd hij gekozen in de Tweede Kamer. Hij hield zich onder meer bezig met landbouw, natuurbeheer, voedselveiligheid, buitenlandse handel, waterstaat en toerisme. Vanwege een hartinfarct was hij echter in de periode december 2002 tot september 2003 afwezig. Op 10 maart 2004 trad hij definitief uit het parlement, nadat artsen concludeerden dat de functie een te zware belasting voor zijn gezondheid was. Als Kamerlid viel hij onder meer op door een harde stellingname tegen gewelddadige dierenactivisten. Hij stelde het 'stuitend' te vinden dat "gewelddadige dierenactivisten zich niets aantrekken van enige rechtsstatelijke notie", zo stelde hij tijdens een Kamerdebat. "Gewelddadige vormen van dierenactivisme moeten met alle beschikbare middelen worden tegengegaan."
In 2007 stelde hij zich wederom kandidaat voor het Kamerlidmaatschap, nu voor de Eerste Kamer, maar het GroenLinkscongres plaatste hem niet op de plekken 2 tot en met 4 waarvoor hij zich gekandideerd had.
Op 1 september 2009 kreeg Arie van den Brand een Duurzaam Lintje uit handen van minister Cramer van VROM, tegelijk met prinses Irene en drie andere personen.
Van den Brand bekleedde en bekleedt diverse bestuursfuncties. Van 2004 tot 2010 was hij voorzitter van Biologica. Sinds 2016 is hij vice voorzitter van het bestuur van Slowfood. Daarnaast is hij parttime biologisch hoogstamfruitteler/oude rassen in de Wogmeer.